# Avrainville (Vosgi)
Avrainville è un comune francese di 115 abitanti situato nel dipartimento dei Vosgi nella regione del Grand Est.

## Storia

### Simboli
Nel febbraio del 2015 è stato proposto uno stemma, disegnato da R.A. Louis e B. Georgin, ma il comune di Avrainville non lo ha mai adottato per cui non risulta esistere alcun emblema ufficiale. Lo stemma proposto si presentava: interzato in banda: nel 1º di rosso, alla lettera R onciale d'oro; nel 2º d'azzurro, alla botte d'oro, cerchiata di porpora, accostata da due uova d'argento, il tutto posto nel senso della banda; nel 3º d'oro, all'upupa di rosso. La botte e le uova avrebbero dovuto simboleggiare il processo di chiarificazione del vino con albume d'uovo per purificarlo e renderlo limpido, questo facendo allusione al toponimo Avrainville, un tempo Apurainville (da apurer). La R sarebbe l'iniziale di Romarico, santo venerato nel paese, e anche di san Remigio, patrono della parrocchia. L'upupa ricorda un esemplare di questo uccello che ha nidificato per diversi anni nella cavità di un muro della località.

## Società

### Evoluzione demografica
Abitanti censiti